# Gran Premio di Francia 1964
Il Gran Premio di Francia 1964 fu la quarta gara della stagione 1964 del Campionato mondiale di Formula 1, disputata il 28 giugno sul Circuito di Rouen.
La corsa vide la vittoria di Dan Gurney su Brabham-Climax, seguito da Graham Hill su BRM e da Jack Brabham su Brabham-Climax.

## Qualifiche

### Risultati
| Pos | N° | Pilota              | Costruttore         | Scuderia                    | Tempo  | Distacco |
| --- | -- | ------------------- | ------------------- | --------------------------- | ------ | -------- |
| 1   | 2  | Jim Clark           | Lotus 25-Climax     | Team Lotus                  | 2'09"6 | -        |
| 2   | 22 | Dan Gurney          | Brabham BT7-Climax  | Brabham Racing Organisation | 2'10"1 | +0.5     |
| 3   | 24 | John Surtees        | Ferrari 158         | Scuderia Ferrari SpA SEFAC  | 2'11"1 | +1.5     |
| 4   | 4  | Peter Arundell      | Lotus 25-Climax     | Team Lotus                  | 2'11"6 | +2.0     |
| 5   | 20 | Jack Brabham        | Brabham BT7-Climax  | Brabham Racing Organisation | 2'11"8 | +2.2     |
| 6   | 8  | Graham Hill         | BRM P261            | Owen Racing Organisation    | 2'12"1 | +2.5     |
| 7   | 12 | Bruce McLaren       | Cooper T73-Climax   | Cooper Car Company          | 2'12"4 | +2.8     |
| 8   | 26 | Lorenzo Bandini     | Ferrari 158         | Scuderia Ferrari SpA SEFAC  | 2'12"8 | +3.2     |
| 9   | 10 | Richie Ginther      | BRM P261            | Owen Racing Organisation    | 2'13"9 | +4.3     |
| 10  | 14 | Phil Hill           | Cooper T73-Climax   | Cooper Car Company          | 2'14"5 | +4.9     |
| 11  | 16 | Innes Ireland       | BRP 1-BRM           | British Racing Partnership  | 2'14"8 | +5.2     |
| 12  | 18 | Trevor Taylor       | BRP 2-BRM           | British Racing Partnership  | 2'14"9 | +5.3     |
| 13  | 36 | Mike Hailwood       | Lotus 25-BRM        | Reg Parnell Racing          | 2'16"2 | +6.6     |
| 14  | 34 | Chris Amon          | Lotus 25-BRM        | Reg Parnell Racing          | 2'16"4 | +6.8     |
| 15  | 32 | Bob Anderson        | Brabham BT11-Climax | DW Racing Enterprises       | 2'16"9 | +7.3     |
| 16  | 36 | Peter Revson        | Lotus 25-BRM        | Reg Parnell Racing          | 2'18"5 | +8.9     |
| 17  | 28 | Maurice Trintignant | BRM P578            | Privato                     | 2'21"5 | +11.9    |
| 18  | 30 | Jo Siffert          | Brabham BT11-BRM    | Siffert Racing Team         | 2'23"6 | +14.0    |

## Gara

### Risultati
| Pos | N° | Pilota              | Costruttore         | Giri | Tempo/Causa Ritiro                     | Pos partenza | Punti |
| --- | -- | ------------------- | ------------------- | ---- | -------------------------------------- | ------------ | ----- |
| 1   | 22 | Dan Gurney          | Brabham BT7-Climax  | 57   | 2h07'49"1                              | 2            | 9     |
| 2   | 8  | Graham Hill         | BRM P261            | 57   | + 24"1                                 | 6            | 6     |
| 3   | 20 | Jack Brabham        | Brabham BT7-Climax  | 57   | + 24"9                                 | 5            | 4     |
| 4   | 4  | Peter Arundell      | Lotus 25-Climax     | 57   | + 1'10"6                               | 4            | 3     |
| 5   | 10 | Richie Ginther      | BRM P261            | 57   | + 2'12"1                               | 9            | 2     |
| 6   | 12 | Bruce McLaren       | Cooper T73-Climax   | 56   | + 1 giro                               | 7            | 1     |
| 7   | 14 | Phil Hill           | Cooper T73-Climax   | 56   | + 1 giro                               | 10           |       |
| 8   | 36 | Mike Hailwood       | Lotus 25-BRM        | 56   | + 1 giro                               | 13           |       |
| 9   | 26 | Lorenzo Bandini     | Ferrari 158         | 55   | + 2 giri                               | 8            |       |
| 10  | 34 | Chris Amon          | Lotus 25-BRM        | 53   | + 4 giri                               | 14           |       |
| 11  | 28 | Maurice Trintignant | BRM P578            | 52   | + 5 giri                               | 16           |       |
| 12  | 32 | Bob Anderson        | Brabham BT11-Climax | 50   | + 7 giri                               | 15           |       |
| Rit | 16 | Innes Ireland       | BRP 1-BRM           | 32   | Incidente                              | 11           |       |
| Rit | 2  | Jim Clark           | Lotus 25-Climax     | 31   | Motore                                 | 1            |       |
| Rit | 24 | John Surtees        | Ferrari 158         | 6    | Motore                                 | 3            |       |
| Rit | 18 | Trevor Taylor       | BRP 2-BRM           | 6    | Freni/Incidente                        | 12           |       |
| Rit | 30 | Jo Siffert          | Brabham BT11-BRM    | 4    | Frizione                               | 17           |       |
| DNS | 36 | Peter Revson        | Lotus 25-BRM        |      | Automobile utilizzata da Mike Hailwood |              |       |

## Statistiche

### Piloti
- 2ª vittoria per Dan Gurney

### Costruttori
- 1° vittoria per la Brabham
- 20° pole position per la Lotus

### Motori
- 32ª vittoria per il motore Climax

### Giri al comando
- Jim Clark (1-30)
- Dan Gurney (31-57)

## Classifiche Mondiali

### Piloti
| Pos | Pilota         | Punti |
| --- | -------------- | ----- |
| 1   | Jim Clark      | 21    |
| 2   | Graham Hill    | 20    |
| 3   | Richie Ginther | 11    |
|     | Peter Arundell | 11    |
| 5   | Dan Gurney     | 10    |
| 6   | Jack Brabham   | 8     |
| 7   | Bruce McLaren  | 7     |
| 8   | John Surtees   | 6     |
| 9   | Jo Bonnier     | 2     |
|     | Chris Amon     | 2     |
| 11  | Mike Hailwood  | 1     |
|     | Bob Anderson   | 1     |

### Costruttori
| Pos | Team           | Punti |
| --- | -------------- | ----- |
| 1   | Lotus-Climax   | 25    |
| 2   | BRM            | 21    |
| 3   | Brabham-Climax | 14    |
| 4   | Cooper-Climax  | 9     |
| 5   | Ferrari        | 6     |
| 6   | Lotus-BRM      | 3     |